# رادنی فرن
رادنی فرن (انگلیسی: Rodney Fern; ۱۳ دسامبر ۱۹۴۸ – ۱۶ ژانویهٔ ۲۰۱۸) بازیکن فوتبال اهل بریتانیا بود.
از باشگاه‌هایی که در آن بازی کرده‌است می‌توان به باشگاه فوتبال چسترفیلد، باشگاه فوتبال لوتون تاون، باشگاه فوتبال روترهام یونایتد، و باشگاه فوتبال لستر سیتی اشاره کرد.